# 대중심리학
대중심리학(大衆心理學)은 시정의 사람들이 일상생활 중에서 자신이나 타인의 마음이나 행동을 이해·설명할 때에 원용하는 지식이나 이론. 파퓰러 심리학이라고도 불린다.

## 개설
학술적으로 대중심리학으로서 비판이 이루어질 때는 이하의 이유에 의하는 것이 많다. 예를 들면, 신경 언어 프로그래밍(NLP)과 같이 이론 모델의 「연구·실증」이 아니고, 공작능력·모델로서 「연구·개발」된 고로 실증성이나 과학성이 부족하다는 비판. 또, 교류분석 등과 같이 이론 모델은 구축되고 있지만, 데이터나 근거가 희박하고 실증성이 부족하다는 비판 등이다. 또, 통계학 등 다른 학술 분야의 진전에 의해, 과거에 연구되어 정착·실용화한 것에 대해서 비판이 이루어지기도 한다.
카스가 타케히코는 「보물섬 30」에서, 대중심리학 중에서도 잡지에 게재되고 있는 타입의 거기에 붙어 해설했다. 카스가는 거기에는 다음과 같은 것이 있다고 했다.
- 순서도를 이용해 성격 유형을 결정하는 것
- 어떠한 스토리나 상황 설정을 제시해, 그에 대한 회답에 의해서 「당신의 심층심리」를 지적하는 것
- 타인의 아무렇지도 않은 언동이나 제스처로부터 마음을 간파하는 방법을 전수하는 메뉴얼형의 것
- 선택사항식 질문을 열거해 각 선택사항에 의해 정해지는 점수의 합계를 근거로 분류하는 것.

그리고 카스가는 각각의 타입의 결점·문제점에 대해서도 언급해, 또 자기 자신이 그러한 것의 작성자가 되었을 때의 여러 가지 체험담을 소개했다.

## 대중심리학의 예
- 「심리학을 배우면 사람의 마음이 읽을 수 있게 된다.」
- 「잡지나 텔레비전으로 보는 심리 테스트는 심리학의 연구 성과이다.」
- 「심리학의 선조는 프로이트이며, 정신분석이 심리학의 주류이다.」
- 꿈풀이
- 혈액형 성격설
- 우뇌·좌뇌론

## 참고 문헌
- 「보물섬 30」1994년 2월

## 관련서적
대중심리학을 비판한 책
- 롤프 데이겐 「프로이트 선생님의 거짓말」(원제=「Lexikon der Psycho-Irrtuemer(심리학 실수 사전)」) ISBN 4167651300
- 키쿠치 사토시 「초상현상의 심리학-사람은 왜 오컬트에 끌리는가」ISBN 4582850286
- 무라카미 요시히로 「「심리 테스트」는 거짓말이었습니다. 받은 모두가 손해를 본」일경 BP, 2005 ISBN 4822244466

## 같이 보기
- 마음
- 심리학
- 포러 효과
- 확증편향
- 성급한 일반화